# Lead (Dakota del Sud)
Lead è una città della contea di Lawrence, Dakota del Sud, Stati Uniti. La popolazione era di 3.124 abitanti al censimento del 2010. 

## Geografia fisica
Lead è situata nella parte occidentale del Dakota del Sud, sulle Black Hills vicino al confine di stato con il Wyoming. Secondo lo United States Census Bureau, ha un'area totale di 2,06 mi² (5,34 km²). 

## Storia
La città fu fondata ufficialmente il 10 luglio 1876, dopo la scoperta dell'oro. La città prende il nome dalle cave o depositi dei giacimenti di minerali preziosi. È il sito dell'Homestake Mine, la più grande, più profonda (2 510 metri) e più produttiva miniera d'oro nell'emisfero occidentale prima di chiudere nel gennaio 2002. Nel 1910, Lead aveva una popolazione di 8.382 abitanti, il che all'epoca la rendeva la seconda città più grande del Dakota del Sud.

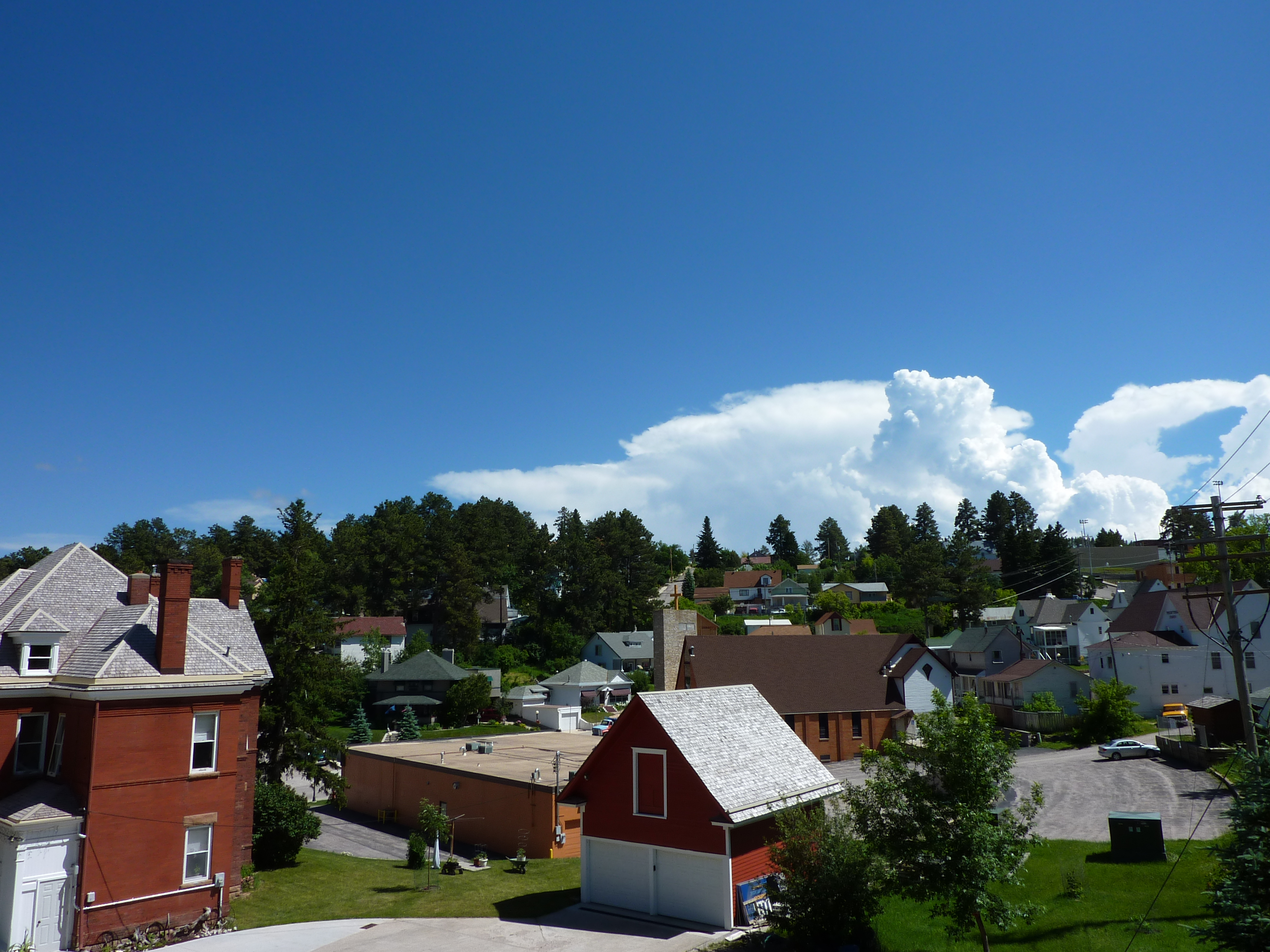
L'abitato di Lead

Lead fu fondata come città aziendale dall'Homestake Mining Company, che gestiva la vicina Homestake Mine. Phoebe Hearst, moglie di George Hearst, uno dei principali, fu determinante nel rendere Lead più vivibile. Fondò l'Hearst Free Public Library in città e nel 1900 l'Hearst Free Kindergarten. Phoebe Hearst e Thomas Grier, il sovrintendente dell'Homestake Mine, lavorarono insieme per creare l'Homestake Opera House and Recreation Center a beneficio degli operai, dei minatori e delle loro famiglie. Phoebe Hearst donava regolarmente alle chiese di Lead e forniva borse di studio ai figli dei minatori e degli operai.
Agli inizi degli anni 1930, a causa della paura delle incursioni dei chilometri di tunnel sotto l'Homestake Mine di Lead, molti degli edifici della città situati sul fondo di un canyon furono spostati più in alto in luoghi più sicuri.
Lead e l'Homestake Mine furono selezionati come sito del Deep Underground Science and Engineering Laboratory, una proposta NSF per esperimenti a basso fondo su neutrini, materia oscura e altri argomenti di fisica nucleare, nonché studi di biologia e ingegneria mineraria.
Nel 1974, la maggior parte di Lead fu aggiunta al National Register of Historic Places sotto il nome di "Lead Historic District". Oltre quattrocento edifici e 580 acri (230 ha) sono stati inclusi nel distretto storico, che ha dei confini approssimativamente equivalenti ai confini della città.

## Società

### Evoluzione demografica
Secondo il censimento del 2010, la popolazione era di 3.124 abitanti.

### Etnie e minoranze straniere
Secondo il censimento del 2010, la composizione etnica della città era formata dal 94,6% di bianchi, lo 0,3% di afroamericani, il 2,0% di nativi americani, lo 0,4% di asiatici, lo 0,0% di oceanici, lo 0,4% di altre razze, e il 2,3% di due o più etnie. Ispanici o latinos di qualunque razza erano il 2,9% della popolazione.